# Brittany Hargest
Brittany Lynne Hargest (ur. 2 sierpnia 1988 w Durham) – amerykańska wokalistka, tancerka, najmłodszy członek zespołu Jump5.

## Życie osobiste
Jest córką Grega i Robin Hargest. Dorastała w Nashville, w Tennessee, na przedmieściu Franklin. W wieku 2 lat zaczęła naukę śpiewu, gry na fortepianie i gitarze, tańca oraz gimnastyki. Wraz z bratem Brandonem wystąpiła w wielu teledyskach i kompilacjach. 
Hargest jest sopranem koloraturowym. W latach 2001–2007 była członkinią zespołu Jump5. Po odejściu z zespołu wraz z bratem Brandonem współtworzy pop-rockowy duet Guest. Razem nagrali EP Perfect.
Hargest jest metodystyczną chrześcijanką.